# Acquoy
Acquoy (izgovorjava: akkooi ) je naselje v občini West Betuwe v nizozemski provinci Gelderland. 1 januarja 2023 je imela vas 570 prebivalcev.

## Lokacija
Acquoy se nahaja na starem okljuku reke Linge, ki je bil odrezan, tako da se zdaj nahaja na slepem stranskem rokavu reke v obliki črke U. Ker se je v preteklosti gradilo ob ali tik za nasipom ob reki Linge, je vas dobila podolgovato in ukrivljeno obliko. Acquoy se nahaja na območju Nove holandske vodne obrambne linije.
Okoliški kraji so Asperen in Leerdam.

## Ime
Ime Acquoy se omenja že leta 1311, vendar obstaja negotovost glede njegovega izvora. Ime je verjetno sestavljeno bodisi iz osebnega imena Akko, bodisi iz germanskega *agaza, sraka, in germanskega "ovca", nizka in močvirna dežela. "Ooi" najdemo tudi v imenih: Wadenoijen, Poederoyen, Ammerzoden (= Ammerzoyen) in Rhenoy. Drugi poudarjajo, da je "Acquoy" v starodavnih virih omenjen kot Eckoy ali Echoy, kar bi pomenilo "nižina gospoda Akka ali Ekka". To bi potem zadevalo frizijskega plemiča, vendar je to zelo negotovo.

## Zgodovina
Po izročilu je "Janez Arkelski" ustanovil vas Acquoy po vrnitvi s križarske vojne leta 1133. Vendar je to malo verjetno, saj leto 1133 pade v obdobje, ko ni bilo križarskih vojn. Prva križarska vojna je bila od 1096-99, druga pa od 1147-49. Nekateri viri poročajo, da je tukaj omenjeni Janez Arkelski Janez I. Herbaren Arkelski, vendar je živel stoletje pozneje in dobil vzdevek "Močni".
Leta 1305 je Acquoy omenjen kot lastnik gospodov Voornških. Leta 1364 je Katerina Voornenburška za 10 let zastavila svojo hišo z gradom Acquoy Otonu Arkelskemu, ki jo je pozneje kupil. Od takrat naprej je Acquoy, tako kot sam Arkel in Gellicum, pripadal gospostvu Arkel. Potem ko je Acquoy večkrat zamenjal lastnika, ga je leta 1513 kupil Floris Egmontski, grof Burenski.
Po poroki s Florisovo vnukinjo Ano Egmondsko leta 1551 je Acquoy skupaj z Leerdamom prišel v last princa Viljema Oranskega. Takrat je bilo gospostvo povzdignjeno v baronijo. Acquoy je ostal v rokah hiše Oranskih do leta 1795, nato pa je bil skupaj z Leerdamom vključen v Holandijo. Nato je naziv baron Acquoy padel na naslov grofa Leerdamskega. Temu so protestno nasprotovali prebivalci. Leta 1820 je bila vas priključena provinci Gelderlanda, ker je bila dodana občini Beesd. Acquoyski grb je še vedno upodobljen v Novi cerkvi v Amsterdamu.
Acquoy je znan kot rojstni kraj Corneliusa Janseniusa, škofa Ypra. Iz njegovih teoloških del je nastalo janzenistično gibanje.

## Znamenitosti
Acquoy se nahaja v pokrajini toka vijugaste reke Linge, neposredno na zdaj mrtvem pritoku te reke.
Osupljiva točka v Acquoyu je poševni cerkveni stolp reformirane cerkve. Stolp je znan tudi kot Betuwski stolp v Pisi. To ni najbolj ukrivljen stolp na Nizozemskem, saj se nahaja v Miedumu . Stolp je nagnjen že od izgradnje v 15. stoletju. Na stolpu je še vedno razvidno, da so na polovici gradnje poskušali narediti popravek. Stolp je visok približno 17,5 m in je po meritvi iz leta 1985 na vrhu odmaknjen približno 1,15 m. To je naklon 6,6% ali približno 3,8°. To je približno 0,2° manj kot stolp v Pisi. Osupljivo je, da se grob gospe Kornelije Pisa nahaja na pokopališču, ki si ga deli s svojim možem pastorjem Nikolajem Henrikom Kuipérijem. Obstaja lokalno vraževerje, da se stolp ne prevrne, ker se grob nahaja na pokopališču ob vznožju. Katarinina cerkev, ki je pripadala stolpu, je bila uničena v neurju 1. avgusta 1674.
Črpališče De Oude Horn, ki ni več v uporabi, se nahaja v Culemborški Vliet. Njegov edinstven element je kolo z veslom. Začel je delovati leta 1859 in je bil razgrajen šele 103 leta pozneje, leta 1962. Stroji, ki so poganjali kolo z lopaticami, so bili odstranjeni in v stavbi je od leta 1978 steklopihaška delavnica .
Utrdba pri Asperenu (poimenovana po bližnjem Asperenu) se nahaja v bližini Acquoya. Utrdba Asperen se zdaj uporablja za razstave in kulturne dogodke.

## Spomeniki
Del Acquoyja je zaščitena vaška pokrajina. Glej tudi:
- Seznam nacionalnih spomenikov v Acquoyu
- Seznam občinskih spomenikov v Acquoyu

## Rojstni kraj
- Cornelius Jansenius (1585–1638), duhovnik in teolog (utemeljitelj janzenizma)